# Y Not
Y Not är Ringo Starrs femtonde studioalbum, släppt 12 januari 2010. Den första singeln från albumet, "Walk With You", släpptes 22 december 2009, där Ringo Starr delar sången med den andra ex-beatlen Paul McCartney. Förutom McCartney så medverkar också Joe Walsh, Joss Stone, Van Dyke Parks, Ben Harper och Richard Marx. Albumet debuterade som nummer 58 på den amerikanska listan Billboard Top 200 chart, med 7965 exemplar sålda i USA under den första veckan. Detta gör albumet Ringo Starrs högsta på listan sedan 1976. I februari samma år hade skivan sålt över 500.000 exemplar världen över.

## Låtlista
1. Fill In The Blanks (med Joe Walsh)
2. Peace Dream (med Paul McCartney på bas)
3. The Other Side Of Liverpool
4. Walk With You (ledande singel, en duett med Paul McCartney[2])
5. Time
6. Everyone Wins (en återinspelning av en tidigare låt)
7. Mystery Of The Night
8. Can’t Do It Wrong
9. Y Not
10. Who’s Your Daddy (med Joss Stone)

## Veckor på Billboard Album Chart
- Vecka 1 - #58
- Vecka 2 - #136

## Medverkande
- Ringo Starr (trummor och ledande sång)
- Joe Walsh (gitarr och sång)
- Dave Stewart[1] (gitarr och sång)
- Steve Dudas (gitarr)
- Benmont Tench (keyboard)
- Don Was[1] (bas)
- Michael Bradford (bas)
- Bruce Sugar (tekniker, producent [tillsammans med Ringo Starr] och keyboard)

Gästmusiker
- Paul McCartney  (sång och bas)
- Billy Squier  (gitarr)
- Edgar Winter[1] (saxofon)
- Joss Stone[1] (sång)
- Ben Harper (sång)
- Richard Marx (sång)
- Ann Marie Calhoun (fiol)
- Tina Sugandh (tabla)

## Historik
| Land | Datum           | Skivbolag        | Format | Katalog #                     |
| ---- | --------------- | ---------------- | ------ | ----------------------------- |
| USA  | 12 januari 2010 | Hip-O, Universal | CD     | B0013792-02 (6 02527 27380 8) |